# Epiphragma (Epiphragma) filiforme
Epiphragma (Epiphragma) filiforme is een tweevleugelige uit de familie steltmuggen (Limoniidae). De soort komt voor in het Neotropisch gebied.